# Czernyola hyalina
Czernyola hyalina är en tvåvingeart som beskrevs av Mitsuhiro Sasakawa 1971. Czernyola hyalina ingår i släktet Czernyola och familjen träflugor. Inga underarter finns listade i Catalogue of Life.